# Чарлс Витстон
Сер Чарлс Витстон (енгл. Charles Wheatstone; Глостер, 6. фебруар 1802 — Париз, 19. октобар 1875) је био британски научник. Играо је важну улогу у развоју телеграфа, чије је функционисање делом засновано и на принципу Витстоновог моста који је први изумео Семјуел Хантер Кристи.

## Биографија
Чарлс Витстон је рођен 6. фебруара 1802. године у близини Глостера. Похађао је најпре локалну сеоску школу у близини Глостера, након које је похађао наставу у неколицини школа широм Лондона. Једна од тих школа се налазила у Кенингтону у којој се истакао својом способношћу брзог учења. Као дечак, био је веома стидљив и осетљив, и уместо јурњаве са осталом децом - склон повлачењу на таван и дружење са сопственим мислима. Када је напунио четрнаест година постао је шегрт свог ујака и имењака, који се бавио производњом и продајом музичких инструмената, али је показао скромно интересовање за занатство и предузетништво, обзиром да је више волео да проучава књиге. Његов отац га је охрабривао у томе и касније га одвојио од ујака.
Са петнаест година, Витстон је преводио француску поезију, и написао две своје песме, од којих је једну посветио свом ујаку, који је ту песму и објавио, не знајући притом да је аутор његов сестрић. Неки од његових стихова постали су мото Бартолоцијевих гравура.
Ниског раста за свој узраст, лепог лица и интелигентних плавих очију, он је често посећивао новински киоск у близини места Пал Мал које је тада било оронула и непоплочана варош. Већину свог џепарца трошио је на куповину књига које су му се допадале, биле оне бајке, историјска, или научна штива. Једног дана, на изненађење продавца књига, он је страсно затражио књигу о открићима научника Волте везаним за електрицитет, али пошто није имао довољно новца он је заложио свој новац плативши капару за књигу. Књига је била написана на француском језику тако да је поново био у обавези да штеди док не сакупи довољно новца за речник. Када је коначно почео са читањем књиге, почео је да, уз помоћ свог старијег брата Вилијама, изводи експерименте описане у књизи уз помоћ кућне, ручно направљене батерије, и то у судопери која се налазила иза куће. Током конструисања батерије, дечацима је понестало пара за куповину неопходних бакарних плоча. Тада су при себи имали само неколико бакарних новчића. У том тренутку, Чарлс је дошао до изванредне идеје, обзиром да је и био инспиришући дух ових експеримената: Морамо искористити саме новчиће, рекао је, тако да је батерија ускоро била завршена.
Дана 12. фебруара 1847. године, Витстон се оженио. Његова супруга је била ћерка трговца из града Таунтон, згодне спољашњости. Она је преминула 1866. године остављајући за собом петоро деце о којима се надаље бринуо сам Чарлс. Његов породични живот је био повучен и скроман.
Иако је у јавности био резервисан, Витстон је у приватном животу био отворен и причљив по питањима својих омиљених истраживања, своје повучене али активне личности, својих једноставних али интелигентних склоности, и склон анимирању. Сер Хенри Тејлор је рекао да је приликом једног вечерњег пријема на Оксфорду, приметио Витстона како јавно Лорду Палмерстону приповеда о могућностима телеграфа који је направио. Није ваљда ! узвикнуо је државни чиновник. Ја вас морам довести пред Председника Горњег Дома. Тим речима он га је повезао са Лордом Вестберијем, и издејствовао му научно ослобођење. Можда је сећање на овај разговор навело Палмерстона да забележи како долази време када ће министри моћи да, када их из Парламента упитају да ли је дошло до рата у Индији, одговоре: Молим Вас да сачекате минут, морам се телеграфом јавити Врховном Команданту па ћу Вам јавити.
Витстон је 1868. године одликован титулом витеза у част проналаска аутоматског телеграфа. Претходно је био одликован титулом Племића у Легији Части. Око тридесетчетири одликовања и диплома домаћих и страних удружења сведоче о његовој научничкој репутацији. Од 1836. године је и Члан Краљевског Друштва, а у 1837. је постављен за дописног Члана Француске академије наука. Исте године је награђен Андре-Мари Амперовом Медаљом од стране Француског Друштва подршке националној индустрији. Године 1875. именован је за почасног члана Института грађевинских инжењера. Стекао је и звања Доктора Грађанског права на Оксфорду (D.C.L.) и дипломираног правника на Кембриџу (LL. В.).
Приликом посете Паризу у јесен године 1875. и рада на усавршавању уређаја пријемника за подморничке каблове, задобио је прехладу, која је проузроковала упалу плућа, и болест услед које је преминуо 19. октобра 1875. године. Комеморација је одржан у Паризу, у Англиканској капели, уз присуство делегације Академије. Његови посмртни остаци су пренети у његов дому у Парк Кресент у Лондону и похрањени на гробљу Кенсал Грин.

## Музички инструменти и акустика
У септембру 1821. године, Витстон је привукао на себе пажњу јавности изложбом Зачарана Лира или Аконкриптофон, у продавници музичких инструмената у месту Пал Мал и у Галерији Аделаид. Изложба се састојала из имитације лире која је помоћу ужета била закачена за таваницу и из које су излазили звуци неколико инструмената – клавира, харфе и чембала. То је заправо била најједноставнија резонантна кутија чије је уже била заправо челична шипка која је преносила вибрације музике неколицине инструмената који су свирали у другој просторији која је била ван домашаја очију и ушију особа присутних у галерији.
У овом периоду Витстон је сачинио бројне експерименте везане за природу звука и његово преношење. Неки од његових резултата су сачувани у Томсоновим Аналима Филозофије за годину 1823. Он је увидео да се звук преноси таласима или осцилацијама атмосфере, као што се за светлост веровало да је њихање светлоснопреносног етра. Вода и чврста тела, попут стакла или метала или напареног дрвета, преносе модулације великом брзином, и он је на основу ових принципа смислио план за преношење звучних сигнала, или говора, на велика растојања. Проценио је да звук може путовати брзином од 322 километара у секунди кроз чврсте шипке, и предложио је да на такав начин може послати телеграфски сигнал из Лондона у Единбург. Он је чак овај свој уређај назвао и телефон. Роберт Хук је у свом делу Микрографија, објављеном 1667. године написао: уверавам читаоце да сам, помоћу разапете жице, преносио звук на веома удаљена растојања у истом трену, или брзином чија је величина упоредљива са кретањем светлости. Није било битно ни да ли је жица била праволинијски постављена; чак се могла савијати и формирати кривине. Ово својство је било основа механичког телефона и Кинезима је било познато пре неколико векова. Хук је такође размотрио могућност повећања човечије способности слуха. Писац часописа Repository of Arts у броју часописа од 1. септембра 1821. године пише, осврћући се на изложбу Зачарана лира, о визији опере која се одржава у Краљевском Театру, а слуша у Хановеру у театру Square Rooms, или чак у театру Horns Tavern, у Кенингтону. Вибрације те опере би се преносиле помоћу подземних проводника, слично спровођењу природног гаса кроз цеви:
И када би било могуће тако преносити музику, примећује аутор чланка, можда би и речи биле подложне истом начину преношења. Расправе већа, дебате Парламента, слушали бисмо тренутно, уместо да о њима читамо сутрадан, -- Али ћемо се изгубити у трагању за овако интересантним остварењем.

## Витстонов мост
Године 1843. Витстон је Краљевском Друштву доставио важан рад под насловом Објашњење неколицине нових процеса одређивања константи у галванским колима.. Рад је садржао приказ добро познате равнотежне структуре којом се мери електрични отпор проводника струје, који се и данас назива Витстонов мост или Витстонова равнотежа, иако је претходно откривен од стране Семјуела Хантера Кристија, члана Краљевске Војне Академике у Вулвичу, који је објавио своје откриће у часопису Philosophocal Transactions године 1833. Ова метода је била занемаривана све док је Витстон није поново ставио у центар пажње. Његов рад обилује једноставним и практичним формулама везаним за прорачун струја и отпора на основу закона Георга Симона Ома. Ом је увео јединицу за електричну отпорност за бакарну жицу масе 6,5 грама и показао је како се она може применити у мерењу дужине жице на основу њене отпорности. Краљевско Друштво га је за овај проналазак одликовало медаљом. Исте године он је изумео апарат који је омогућио даљинско очитавање термометара или барометара помоћу електричне везе начињене од живе. Звучни телеграф, којим су сигнали саопштавани ударцем звона, такође је патентиран од стране Кука и Витстона те исте године.
Витстонов мост представља, у електричном смислу, мерну везу четири отпорника и користи се за прецизно одређивање отпорности. Шема Витстоновог моста је приказана на следећој слици:
Притом се шема практично реализује тако да су отпорности три отпорника познате док је четврти отпорник заправо онај чију отпорност меримо. Такође, од три отпорника познате отпорности, један мора бити подешљив. Помоћу тог отпорника се подешава напон између тачака C и D тако да износи нулту вредност, односно да показивање волтметра V буде вредности нула. Каже се да је тада мост уравнотежен.
Када је мост уравнотежен тада су потенцијали тачака C и D једнаки па су једнаке и разлике потенцијала (тј. напони) између тачке А и тачака C и D :
{\displaystyle U_{AC}=U_{AD}}
{\displaystyle U_{CB}=U_{DB}}
Како је на основу Омовог закона:
{\displaystyle U_{AC}=R_{1}\cdot I_{1}}
{\displaystyle U_{AD}=R_{3}\cdot I_{3}}
{\displaystyle U_{CB}=R_{2}\cdot I_{2}}
{\displaystyle U_{DB}=R_{4}\cdot I_{4}}
то се заменом у једначине једнакости напона добија:
{\displaystyle {\frac {R_{1}}{R_{3}}}={\frac {I_{3}}{I_{1}}}}
и
{\displaystyle {\frac {R_{2}}{R_{4}}}={\frac {I_{4}}{I_{2}}}}
Са друге стране, како је напон у грани CD, тј. кроз волтметар, једнак нули то је и струја Iv = 0 па се на основу Кирхофових правила може писати:
{\displaystyle I_{1}=I_{2}}
{\displaystyle I_{3}=I_{4}}
што заменом у претходну једнакост коначно даје
{\displaystyle {\frac {R_{1}}{R_{3}}}={\frac {R_{2}}{R_{4}}}}
што је једнакост која представља однос отпорности грана уравнотеженог Витстоновог моста.
Ова једначина омогућује да се отпорност било које гране изрази као:
{\displaystyle R_{x}=R_{1}=R_{3}{\frac {R_{2}}{R_{4}}}}
У овом примеру, ако је R1 непозната отпорност а R3 одаберемо за тачно познату отпорност, тада уз познавање само односа R2/R4 можемо одредити непознату отпорност R1. Управо ова идеја је послужила у конструкцији оригиналног Витстоновог уређаја за мерење отпорности који је изгледао овако:
Оваква конструкција се често користи у пракси. У њој су гране AD и DB делови једне исте отпорне жице константне дебљине док се веза са волтметром остварује клизним контактом. Тако се познавањем само положаја клизног контакта одређује однос дужина делова L2 и L4. Због чињенице да се ради о жици од материјала константног попречног пресека и константне густине то на основу израза за специфичну отпорност, који гласи:
{\displaystyle R=\varrho {\frac {l}{S}}}
(где је ρ – густина материјала жице, l – дужина жице и S – површина попречног пресека жице) видимо да отпорност жице и њених делова зависи само од величина L2 и L4. Тако можемо написати следећу формулу:
{\displaystyle R_{x}=R_{3}{\frac {L_{2}}{L_{4}}}}
у којој је на основу тачно познате отпорности R3 и односа L2/L4 лако одредити Rх. За практичну примену је неопходно напоменути да се за R3 обично бира отпорник приближне отпорности оној коју желимо измерити.